# United City FC
El United City Football Club es un equipo de fútbol de Filipinas con sede en Bacolod, Negros Occidental y actualmente juega en la Philippines Football League.

## Historia
En enero de 2012 nace con el nombre Ceres FC y surgió ganando el Campeonato de Fútbol de Negros Occidental después de que derrotaran al Bacolod United FC (11-0).
Ceres FC se clasificó en el 2013 PFF Campeonato de Clubes en la Ronda de dieciseisavos después de ganar todos sus partidos en las Visayas. Se enfrentaron ante el Stallion FC en la ronda de dieciseisavos y ganaron 1-0. Ellos ganaron al Global FC en los cuartos de final (1-0). En las semifinales, Ceres FC ganó al Kaya FC con 3-1 marcador para entrar en las finales del Campeonato de Clubes 2013 Nacional Masculino PFF. Ceres FC finalmente ganó el Campeonato de Clubes de 2013 PFF después de que ganaron al otro finalista, el Pasargad FC por 1-0.
En agosto de 2012, se informó que de acuerdo con uno de los entrenadores asistentes del Ceres FC, que el club tenía mucho interés de unirse a la liga de fútbol de Filipinas (UFL) después de ganar el PFF Championship. Ali Go dijo que no van a unirse a la UFL del 2013 y dio a entender que el Ceres podría participar en la UFL Cup del 2013. Ceres-Negros es tres veces campeón de la Liga de Fútbol de Filipinas (2017, 2018, 2019).
Debido a la pandemia de COVID-19, los gastos operativos de la empresa propietaria del club Ceres Liner fueron afectadas, por lo que la familia Yanson tuvo que vender al club a la compañía emiratí-filipina de mercadeo MMC Sportz Asia. El MMC retuvo a la mayoría de la plantilla y cambío el nombre del club a United City FC.

## Participación en competiciones de la AFC
| Temporada | Torneo               | Ronda                | Club               | Casa                | Visita    | Global   |
| --------- | -------------------- | -------------------- | ------------------ | ------------------- | --------- | -------- |
| 2014      | AFC President's Cup  | Fase de grupos       | Rimyongsu          | 2–2                 | 3º Lugar  |          |
| 2014      | AFC President's Cup  | Fase de grupos       | Tatung             | 2–0                 | 3º Lugar  |          |
| 2014      | AFC President's Cup  | Fase de grupos       | HTTU               | 1–2                 | 3º Lugar  |          |
| 2015      | AFC Cup              | Playoff              | Maziya             | 0–1                 | —         |          |
| 2016      | AFC Cup              | Fase de grupos       | Selangor FA        | 2–2                 | 0–0       | 1º Lugar |
| 2016      | AFC Cup              | Fase de grupos       | Sheikh Jamal       | 5–0                 | 2–0       |          |
| 2016      | AFC Cup              | Fase de grupos       | Tampines Rovers    | 2–1                 | 1–1       |          |
| 2016      | AFC Cup              | 1/8                  | South China        | 0–1 (a.e.t)         | —         |          |
| 2017      | AFC Cup              | Fase de grupos       | Hà Nội             | 6–2                 | 1–1       | 1º Lugar |
| 2017      | AFC Cup              | Fase de grupos       | Tampines Rovers FC | 5–0                 | 4–2       |          |
| 2017      | AFC Cup              | Fase de grupos       | Felda United       | 0–0                 | 0–3       |          |
| 2017      | AFC Cup              | Semifinal ASEAN      | Johor Darul Ta'zim | 2–1                 | 2–3       | 4–4 (a)  |
| 2017      | AFC Cup              | Final ASEAN          | Home United        | 2–0                 | 1–2       | 3–2      |
| 2017      | AFC Cup              | Semifinal Interzonal | Istiklol           | 1–1                 | 0–4       | 1–5      |
| 2018      | AFC Champions League | 1ª Preliminar        | Shan United        | 1–1 (a.e.t) (4–3 p) | —         |          |
| 2018      | AFC Champions League | 2ª Preliminar        | Brisbane Roar      | 3–2                 |           |          |
| 2018      | AFC Champions League | Playoff              | Tianjin Quanjian   | 0–2                 |           |          |
| 2018      | AFC Cup              | Fase de grupos       | Boeung Ket FC      | 9–0                 | 4–0       | 2º Lugar |
| 2018      | AFC Cup              | Fase de grupos       | Home United FC     | 0–2                 | 1–1       |          |
| 2018      | AFC Cup              | Fase de grupos       | Shan United        | 1–0                 | 2–0       |          |
| 2018      | AFC Cup              | Semifinal ASEAN      | Yangon United      | 4–2                 | 2–3       | 6–5      |
| 2018      | AFC Cup              | Final ASEAN          | Home United FC     | 1–1                 | 0–2       | 1–3      |
| 2019      | AFC Champions League | 1º Preliminar        | Yangon United      | 1–2                 | 1–2       | —        |
| 2019      | AFC Cup              | Fase de grupos       | Shan United        | 3–2                 | 5–0       | 1º Lugar |
| 2019      | AFC Cup              | Fase de grupos       | Becamex Bình Dương | 0–1                 | 3–1       | 1º Lugar |
| 2019      | AFC Cup              | Fase de grupos       | Persija Jakarta    | 1–0                 | 3–2       | 1º Lugar |
| 2019      | AFC Cup              | Semifinal ASEAN      | Hà Nội             | 1–1                 | 1–2       | 2–3      |
| 2020      | AFC Champions League | 1ª Preliminar        | Shan United        | 3–2                 | 3–2       | —        |
| 2020      | AFC Champions League | 2ª Preliminar        | Port               | 1–0                 | 1–0       | —        |
| 2020      | AFC Champions League | Playoff              | FC Tokyo           | 0–2                 | 0–2       | —        |
| 2020      | AFC Cup              | Fase de grupos       | Svay Rieng         | 4–0                 | Cancelada | 1° Lugar |
| 2020      | AFC Cup              | Fase de grupos       | Than Quảng Ninh    | 2–2                 | Cancelada | 1° Lugar |
| 2020      | AFC Cup              | Fase de grupos       | Bali United        | 4–0                 | Cancelada | 1° Lugar |
| 2021      | AFC Champions League | Fase de grupos       | Beijing Guoan      | 1–1                 | 3–2       | 3° Lugar |
| 2021      | AFC Champions League | Fase de grupos       | Daegu FC           | 0–4                 | 0–7       | 3° Lugar |
| 2021      | AFC Champions League | Fase de grupos       | Kawasaki Frontale  | 0–2                 | 0–8       | 3° Lugar |
| 2022      | AFC Champions League | Fase de grupos       | Jeonnam Dragons    | 0–1                 | 0–2       | 4° Lugar |
| 2022      | AFC Champions League | Fase de grupos       | Melbourne City     | 0–3                 | 0–3       | 4° Lugar |
| 2022      | AFC Champions League | Fase de grupos       | BG Pathum United   | 1–3                 | 0–5       | 4° Lugar |

## Entrenadores
| Nombre           | Periodo   |
| ---------------- | --------- |
| Freddie Lazarito | 2012–13   |
| Ali Go           | 2013–14   |
| Cha Seung-ryong  | 2014–15   |
| Ali Go           | 2015–16   |
| Franklin Muescan | 2016      |
| Risto Vidaković  | 2016–2020 |
| Trevor Morgan    | 2020      |
| Franklin Muescan | 2020      |
| Jason Withe      | 2021-2022 |
| Joan Esteva      | 2022 -    |

## Palmarés
- Philippines Football League: 3

2017, 2018, 2019
- United Football League: 1

2015
- Copa Paulino Alcántara: 1

2019
- PFF Smart National Club Championship: 2

2012, 2013